# Luis Ortega
Luis Ortega Salazar (San Miguel de Tucumán, 12 luglio 1980) è un regista e sceneggiatore argentino.

## Biografia
Quinto dei sei figli del popolare cantautore argentino Palito Ortega e dell'attrice Evangelina Salazar, è fratello di Julieta, attrice di telenovelas, di Sebastián, produttore e autore televisivo con cui ha collaborato più volte, e dei cantanti Emanuel e Rosario.
All'età di quattro anni, la sua famiglia si trasferisce a Miami a causa di problemi finanziari, dove Luis va a scuola con uno dei nipoti dell'allora vicepresidente degli Stati Uniti, George H. W. Bush. Sei anni dopo, torna nella sua città natale quando il padre viene eletto governatore della provincia di Tucumán nelle liste del Partito Giustizialista. Scopre la passione per il cinema all'età di 15 anni, trasferitosi nel quartiere San Telmo di Buenos Aires. Iscritto alla facoltà di lettere e filosofia dell'Università di Buenos Aires, cambia percorso di studi e si iscrive all'Universidad del Cine su suggerimento di un professore, per poi abbandonare anche questa dopo pochi mesi.
Gira quindi assieme a un gruppo di amici il suo primo film, Caja negra (2002), all'età di 20 anni. Durante il decennio seguente dirige diversi film indipendenti, prima di esporsi ad un pubblico più ampio nel 2015 con la miniserie di Telefe Historia de un clan, ideata dal fratello Sebastián che dal quel punto produrrà tutte le sue opere. Nel 2018 si fa nuovamente notare in patria col film L'angelo del crimine, ispirato alla figura del giovane serial killer Carlos Robledo Puch, divenuto un campione d'incassi in Argentina e selezionato come candidato argentino ai premi Oscar.

## Filmografia

### Cinema
- Caja negra (2002)
- Monobloc (2005)
- Los santos sucios (2009)
- Verano maldito (2011)
- Dromómanos (2012)
- Lulú (2014)
- L'angelo del crimine (El ángel) (2018)
- El jockey (2024)

### Televisione
- Lo que el tiempo nos dejó – serie TV, episodio 1x02 (2010)
- Historia de un clan – miniserie TV, 11 puntate (2014)
- El marginal – serie TV, episodi 1x01-1x02 (2016)
- Narcos: Messico (Narcos: México) – serie TV, episodi 3x07-3x08 (2021)